# Territoriella församlingar
En territoriell församling definieras av ett bestämt geografiskt område (territorium) och dess medlemmar är (var) personer bosatta i det området.
De flesta församlingarna inom Svenska kyrkan tillhör denna typ. Övriga församlingar kallas icke-territoriella församlingar.